# 烏斯曼河
烏斯曼河是俄羅斯的河流，位於沃羅涅日州和利佩茨克州內，屬於沃羅涅日河的左支流，河道全長151公里，流域面積2,840平方公里，在每年11月至12月上旬開始結冰，直至翌年3月下旬至4月，河畔城鎮有烏斯曼。